# El rey Roger
El rey Roger (título original en polaco, Król Roger) es una ópera en tres actos con música de Karol Szymanowski y libreto en polaco de Jarosław Iwaszkiewicz. Se estrenó el 19 de junio de 1926 en el Teatro Wielki de Varsovia. En España se estrenó el 2 de noviembre de 2009, en el Teatro del Liceo de Barcelona.

## Sinopsis
Un misterioso pastor, que resultará ser intermediario de un dios desconocido que pregona el amor y el placer, llega al reino del rey cristiano Roger y va ganando adeptos. Los súbditos y sobre todo la cúpula eclesiástica lo rechazan; sin embargo, Roxana, la esposa de Roger, de forma instintiva, cree en el mensaje del seductor pastor e intercederá por él. Tras haber intentado hacerlo prisionero, el rey, desoyendo las voces de los que exigen su muerte, fascinado por la personalidad del pastor y el desafío que representa, lo sigue hasta su reino, allí el joven se presenta como Dionisos, el dios del placer. La ópera termina con un final enigmático: el amanecer, la llegada del sol, lo apolíneo, ¿la paz espiritual?

## Obra
La ópera nació del entusiasmo de Szymanowski por la cultura mediterránea como punto de encuentro de diferentes pueblos y religiones. En 1911 y 1914 el compositor dedicó bastante tiempo a viajar por la zona y compartió ese interés por la región con su primo y luego libretista, Iwaszkiewicz. Efebos, la novela perdida de Szymanowski, también trataba sobre esos temas místicos que inspiraron la ópera.
Se dice que son evidentes las influencias musicales de Aleksandr Skriabin, Richard Strauss y Maurice Ravel. Destaca su orquestación y armonía y la extática Canción de Roxana y el aria del rey Edrisi! Slonce!
Aunque la música es considerada como de una alta calidad, la ópera no se solía representar a menudo y ha ido conquistando de a poco el repertorio internacional como una de las obras maestras de la ópera del siglo XX.

## Representaciones
Fue estrenada el 19 de junio de 1926 en el Gran Teatro Wielki de Varsovia. Entre los intérpretes originales se encontraba la soprano Stanisława Korwin-Szymanowska, hermana del compositor, en el papel de Roxana.
En 1981 se estrenó en el Teatro Colón de Buenos Aires con Andrzej Hiolski, Bozena Betley, Wieslaw Ochman y Víctor de Narké dirigidos por Stanisław Wisłocki.
La premier norteamericana fue en la Opera de Long Beach en 1988.
Esta ópera se representa poco; en las estadísticas de Operabase aparece la n.º 182 de las óperas representadas en 2005-2010, siendo la 3.ª en Polonia y la primera de Szymanowski, con 16 representaciones en el período. Entre ellas está la presentación en el Festival de Edimburgo (2008), en la Opera de París con Mariusz Kwiecien (2009) y el estreno en España (noviembre de 2009) en el Gran Teatro del Liceo de Barcelona. En abril de 2011 se estrenó en el  Teatro Real de Madrid.

## Personajes
| Personaje                                                                                 | Voz       | Estreno, 19 de junio de 1926 (Director: Emil Mlynarski) |
| ----------------------------------------------------------------------------------------- | --------- | ------------------------------------------------------- |
| Roger II, rey de Sicilia                                                                  | barítono  | Eugeniusz Mossakowski                                   |
| Roxana, su esposa                                                                         | soprano   | Stanisława Korwin-Szymanowska                           |
| Edrisi, un letrado árabe                                                                  | tenor     |                                                         |
| Pastor                                                                                    | tenor     | Adam Dobosz                                             |
| Arzobispo                                                                                 | bajo      |                                                         |
| Diácono (mujer)                                                                           | contralto |                                                         |
| Sacerdotes, curas, monjas, acólitos, cortesanos, guardias, eunucos, discípulos del pastor |           |                                                         |

## Discografía
- 1990 - Antoni Wit - Barbara Zagórzanka, Wieslaw Ochman, Andrzej Hiolski, Henryk Grychnik, Anna Malewicz-Madey, Leonard Mroz / Naxos
- 1991 - Robert Satanowski - Gran Teatro Wielki Warszawie - Koch Schwann
- 1994 - Karol Stryja - Filharmonia Śląska - Marco Polo
- 1999 - Simon Rattle - Thomas Hampson como el Rey Roger, Philip Langridge, Lisa Milne. City of Birmingham Symphony Orchestra - EMI
- 2003 - Jacek Kaspszyk - Romuald Tesarowicz, Wojciech Drabowicz, Piotr Beczala, Olga Pasichnyk, Gran Teatro Wielki Narodowa w Warszawie - CD Accord[5]
- 2008 - Ewa Michnik - Ópera de Breslavia - DVD